# Натролит
Натролит (от натрий и др.-греч. λίθος — камень), мезотип, — минерал, каркасный силикат из группы цеолитов. Мартин Генрих Клапрот дал это имя минералу в 1803 году.
Натролит, как и другие цеолиты, образуется преимущественно в эффузивных магматических породах в результате осаждения из поствулканических термальных водных растворов в пустотах и трещинах. Встречается в виде столбчатых и игольчатых кристаллов и радиально-лучистых агрегатов. Сростки кристаллов натролита бывают весьма эффектны и представляют интерес как ценный коллекционный материал.
Некоторые разновидности натролита имеют собственные названия:

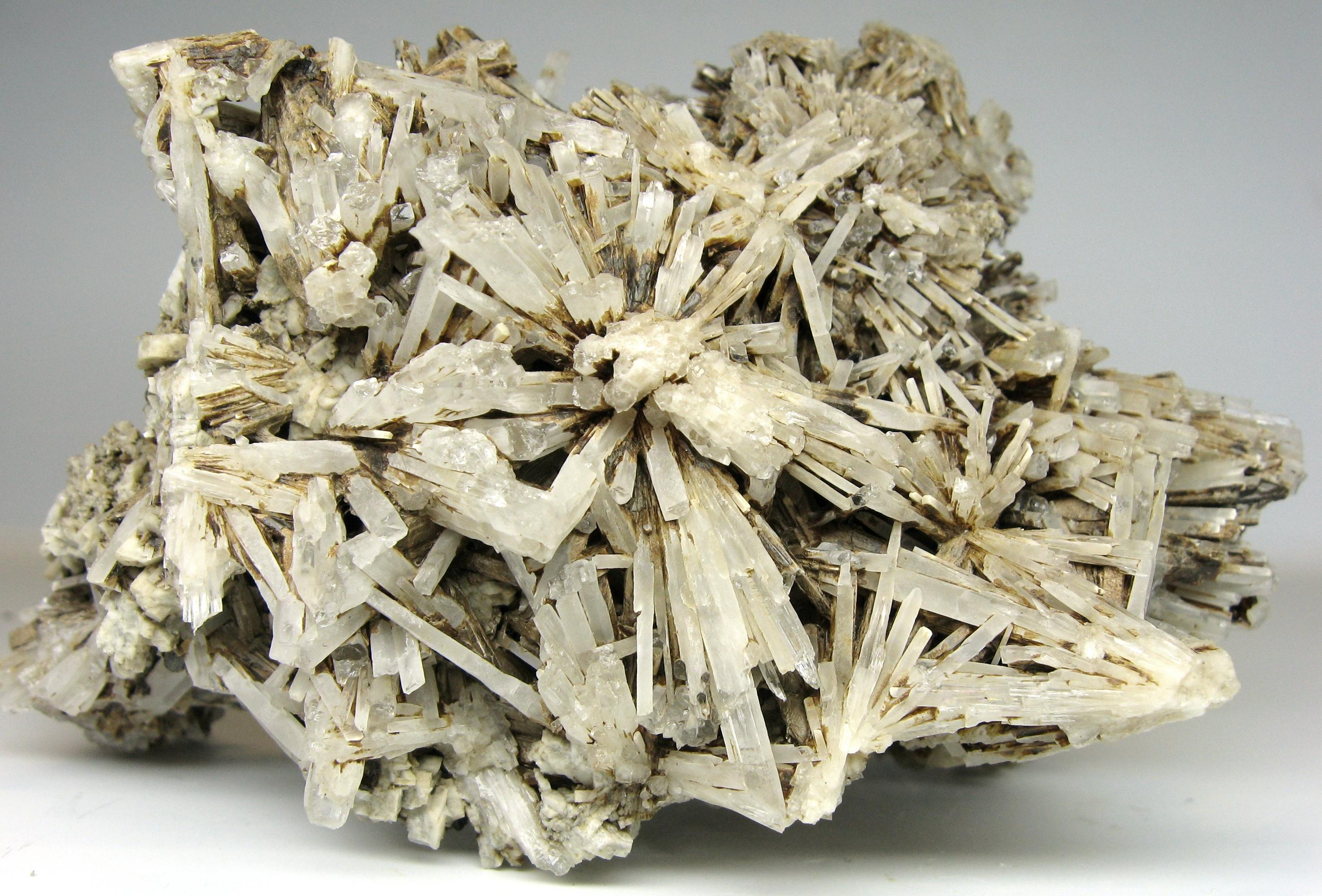
Натролит. Пик Марченко, Хибины, Мурманская область.

- Натролит. Пик Марченко, Хибины, Мурманская область.фаргит — натролит красного цвета из Пертшира (Шотландия);
- бергманит — натролит с примесями из южной Норвегии.

Самые крупные кристаллы бесцветного натролита, к тому же пригодные к обработке, были найдены в Мурманской области в Хибинских горах - кристаллы до 25 - 30 см в высоту и 10 см в поперечнике. В феврале 2017 года там же была вскрыта крупная пещера, все стенки которой были инкрустированы прекрасно образованными кристаллами серого натролита до 5-7 см длиной.
Натролит растворяется в соляной кислоте с выделением кремнезёма.